# Поворка Свете крви у Брижу
Поворка Свете крви (хол. Heilig Bloedprocessie) је велика верска католичка поворка, која датира још из средњег века и која се одржава сваког Спасовдана у Брижу у Белгији. 2009. године уврштен је на УНЕСКО-ву репрезентативну листу нематеријалног културног наслеђа човечанства.

## Историја
Чини се да се Поворка Свете крви појавила као грађанска церемонија од краја тринаестог века. Од 1303. године, ако не и раније, свечана поворка носила је реликвију свете крви по ободу градских зидина, завршених 1297. Поворка слави избављења града, од стране националних хероја Јана Бреидела и Петера де Конинка, од француске тираније у мају претходне године. Одржава се на Спасовдан, као једна од великих верских прослава у Белгији. Становници тог подручја изводе историјску реконструкцију доласка бочице заједно са сличним драматизацијама библијских догађаја. Представа Исусовеог страдања Jeu du Saint Sang одвија се сваких пет година. Шездесет до сто хиљада гледалаца посматра поворку, параду историјских сцена и библијских прича. У року од неколико сати пролазе хорови, плесне групе (нпр. Плесно позориште Аглаја), животиње (у распону од гусака до дева) и мале представе са многим глумцима.
Средишњи део је Реликвија са Предрагоценом Крвљу Исусовом. Традиционално се прича да је Јосиф из Ариматеје обрисао крваво лице мртвог Христа и пажљиво сачувао тканину, коју је касније, после Другог крсташког рата из 12. века, у град наводно донео Тијери, гроф од Фландрије, који ју је примио од Балдуина III из Јерусалима као признање за храброст. Међутим, алтернативно гледиште каже да је након пада Цариграда 1204. године, током Четвртог крсташког рата, Балдуин, гроф од Фландрије изабран за цара и послао опљачкане реликвије у Фландрију. Његове две ћерке живеле су у Брижу. Најранија документација о мошти Свете крви датира из 1256. године.
Поворка је 2015. отказана, неколико сати пре него што је заказано да крене, због лошег времена. Године 2020. отказана је из здравствених разлога због пандемије ковида 19.

## Ходочашће
Више од 3.000 људи у Брижу учествује у спектаклу, који се назива и „Brugges Schoonste Dag“ (холандски „Најлепши дан у Брижу“). Људи из Брижа своје фасаде украшавају заставама у бојама града и државе. Догађај задржава свој формални духовни аспект. Сваке године владика и гувернер позивају високе дипломатске госте. Међу најпознатијим гостима били су надбискуп у Кракову кардинал Војтила 1973. године и кардинал Вајсман 1849. године. Многи епископи, свештеници и монахиње из целог света долазе да прославе ову чувену поворку. Ујутро се у катедрали служи понтификална миса, а поподне се одржава поворка. Свештенство на својим плећима носи реликвију, чувану од братства. Кад реликвија Свете Крви прође поред њих, гомила постаје тиха са поштовањем. 2009. догађај је уписан на УНЕСКО-ву репрезентативну листу нематеријалне културне баштине човечанства.

## Галерија
- Богородица, мај 2010
- Тијери Алзаски, гроф Фландрије, показује бочицу Свете крви посетиоцима
- Високи гости на поворци, 2014.
- У поворци се носе и остале мошти.
- Свети Донат из Ремса, покровитељ епархије
- Поворка 1925.
- Поворка Свете крви у Брижу 2011.
- Поворка Свете крви у Брижу 2010.